# Republica (metropolitana di Bucarest)
Republica è una stazione della linea M1 della metropolitana di Bucarest. 
La stazione serve l'omonimo stabilimento di macchinari pesanti e un centro commerciale situato nelle vicinanze. Inoltre, sorge nei pressi della stazione di Titan Sud.
È anche il capolinea della maggior parte dei treni della M1, poiché tra Republica e la stazione Pantelimon la cedanza dei treni è ogni 20 minuti.
La stazione è stata inaugurata il 28 dicembre 1981 come capolinea orientale della seconda fase della Linea 1 tra Timpuri Noi e Republica. Nel 1991, stazione Pantelimon è stata aperta accanto allo scalo ferroviario esistente e la linea è stata prolungata.